# Dawsonia gigantea
Dawsonia gigantea är en bladmossart som beskrevs av C. Müller, Schliephacke och Geheeb 1896. Dawsonia gigantea ingår i släktet Dawsonia och familjen Polytrichaceae. Inga underarter finns listade i Catalogue of Life.